# Paroare
Paroaria
Genre
Paroaria est un genre de passereaux de la famille des Thraupidae, comportant 6 espèces de paroares. Les espèces de ce genre était auparavant placées dans la famille des Emberizidae.

## Taxinomie
Ce genre a traditionnellement été placé dans la famille des Emberizidae, principalement à cause des analyses squelettales de Tordoff (1954). Toutefois, les travaux phylogénétiques de Yuri et Mindell (2002), puis Burns et Naoki (2004), ont démontré que ce genre est proche parent des genres Neothraupis, Cissopis et Schistochlamys, tous de la famille des Thraupidae. L'étude de Burns et Naoki a aussi montré que le genre est très proche génétiquement du genre Thraupis, le genre type des Thraupidae.

## Liste des espèces
D'après la classification de référence (version 5.2, 2015) du Congrès ornithologique international (ordre phylogénique) :
- Paroaria coronata – Paroare huppé
- Paroaria dominicana – Paroare dominicain
- Paroaria gularis – Paroare rougecap
- Paroaria nigrogenis – Paroare masqué
- Paroaria baeri – Paroare de Baer
- Paroaria capitata – Paroare à bec jaune

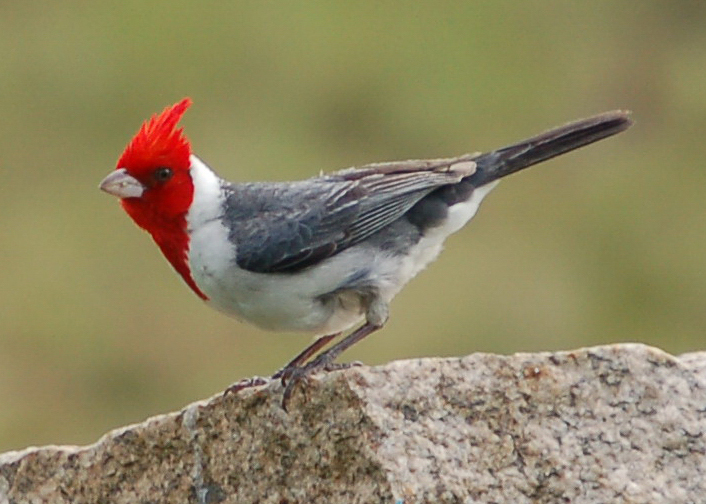
Paroaria coronata
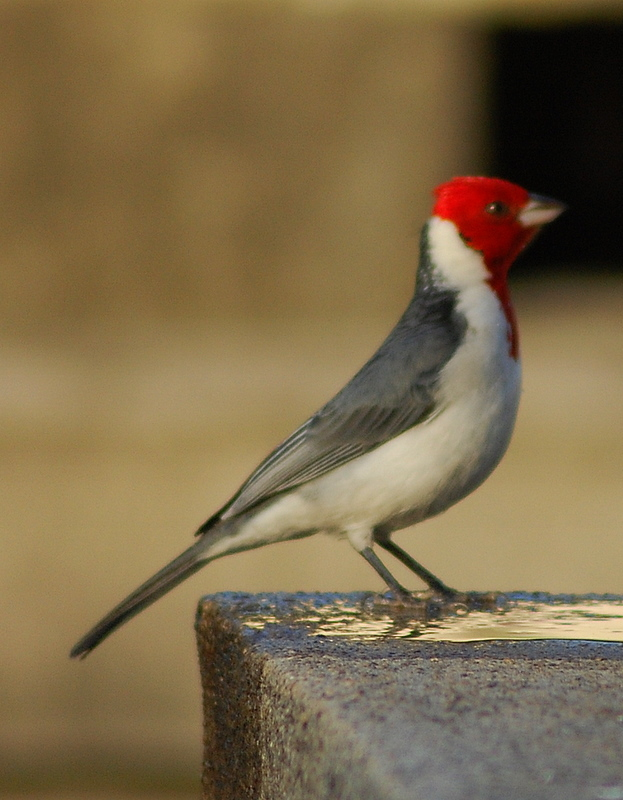
Paroaria dominicana
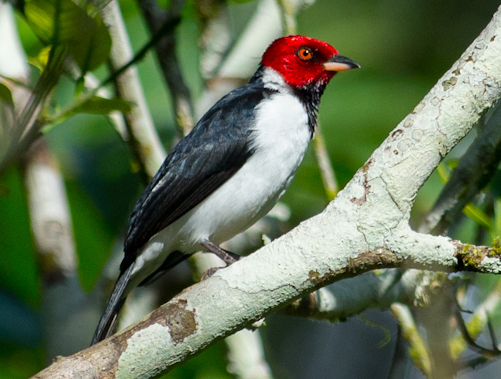
Paroaria gularis
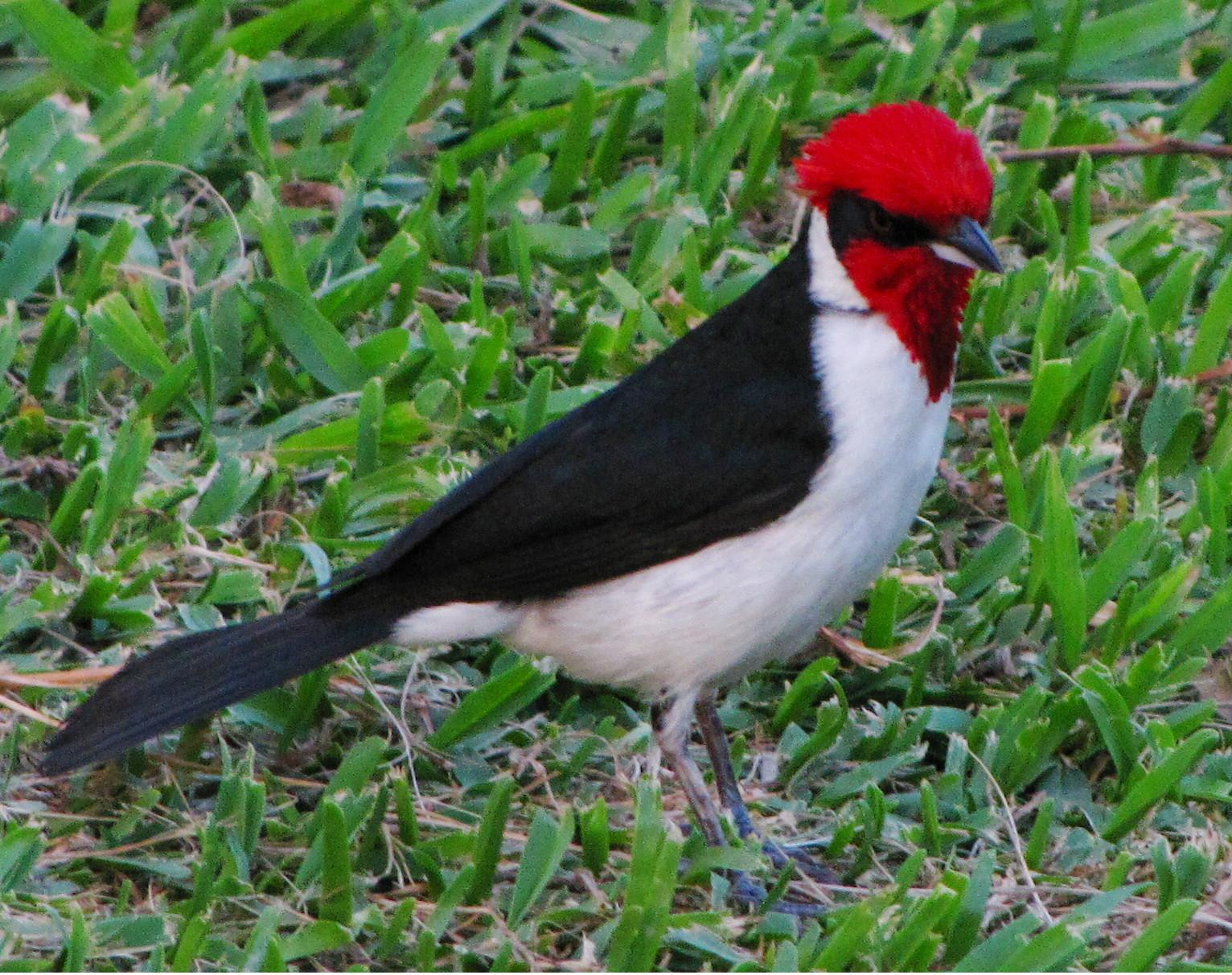
Paroaria nigrogenis
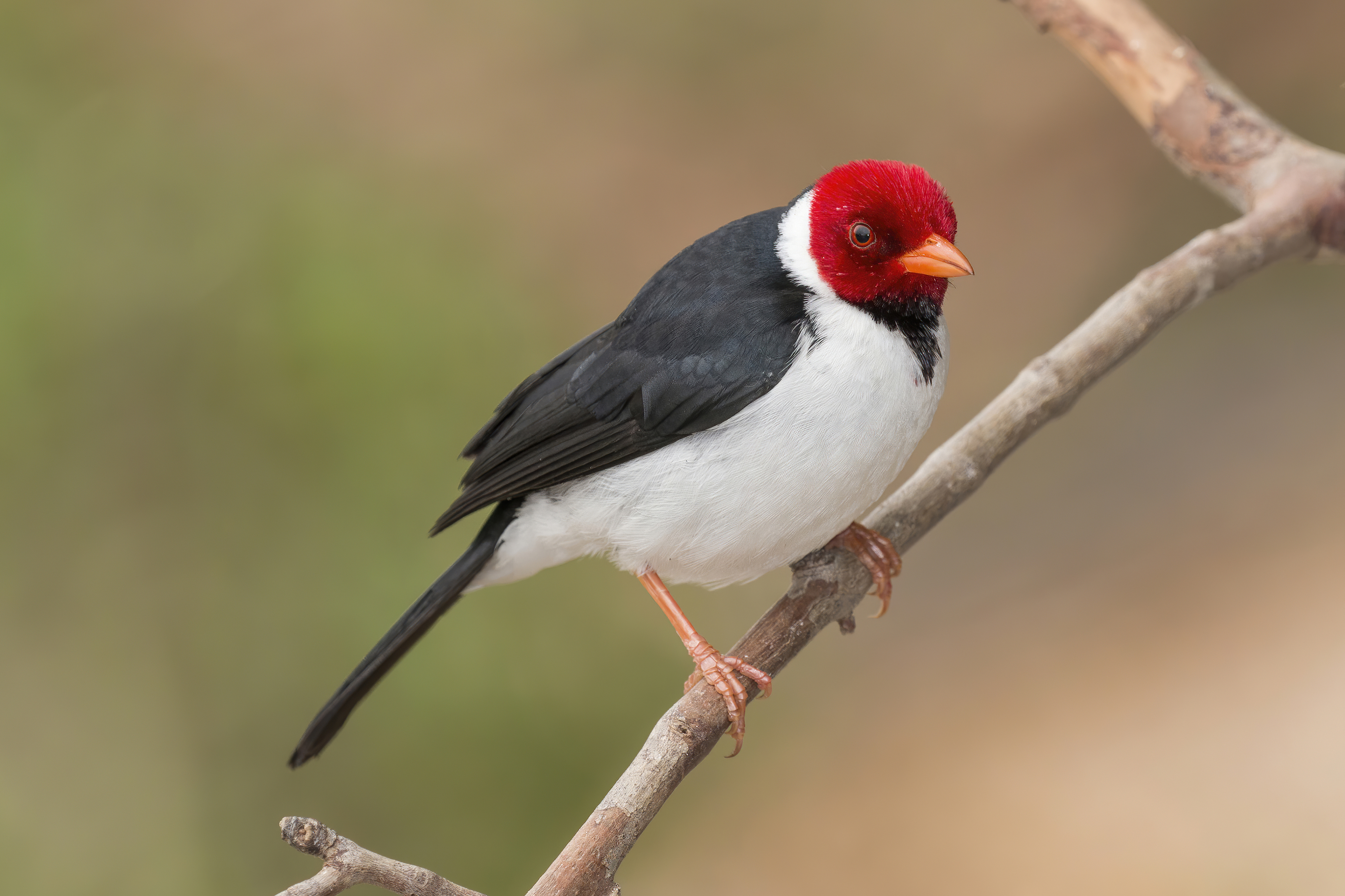
Paroaria capitata